# Leopoldo Metlicovitz

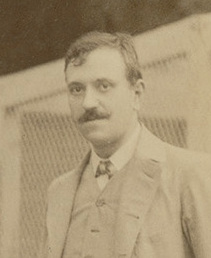
Leopoldo Metlicovitz (1900)

Cartel de publicidad de 1915

Leopoldo Metlicovitz (Trieste, 17 de julio de 1868 – Ponte Lambro, 19 de octubre de 1944) fue un pintor, ilustrador,  escenógrafo teatral y publicitario italiano, exponente del Art Nouveau. Es considerado, junto a Leonetto Cappiello, Adolf Hohenstein, Giovanni Maria Mataloni y Marcello Dudovich, uno de los padres del cartelismo moderno italiano.

## Biografía
Hijo de un comerciante de origen Dalmasio (el apellido de la familia era originalmente Metlicovich), a los catorce años trabajó como aprendiz en una imprenta tipográfica de Údine, donde aprendió la técnica de la litografía. Allí lo notó Giulio Ricordi, titular de la editorial Casa Ricordi, quien lo invitó a Milán a trabajar como ayudante litógrafo. En 1892, después de haber colaborado con la empresa de productos fotográficos Tensi, regresó a Ricordi como director técnico. Al tiempo, logró insertarse en el ambiente teatral e iniciar su carrera como escenógrafo y vestuarista en el Teatro de La Scala. La sastrería Mele de Nápoles le confió el encargo de publicitar sus vestimentas y, en 1906, resultó vencedor del concurso para el anuncio de la gran Exposición Universal de Milán, afianzándose también como cartelista y colaborando luego con diversas revistas como ilustrador. Desde 1915 hasta su muerte se concentró en la pintura, prefiriendo representar paisajes y retratos.

## Obra
Entre las imágenes famosas creadas por Metlicovitz se encuentran la cartelera de la película Cabiria y la marca de fábrica utilizada (incluso en la actualidad) por Fernet Branca, que representa un águila sobre un globo terráqueo. También, para la Casa Ricordi, ilustró calendarios, postales y libretos de ópera.

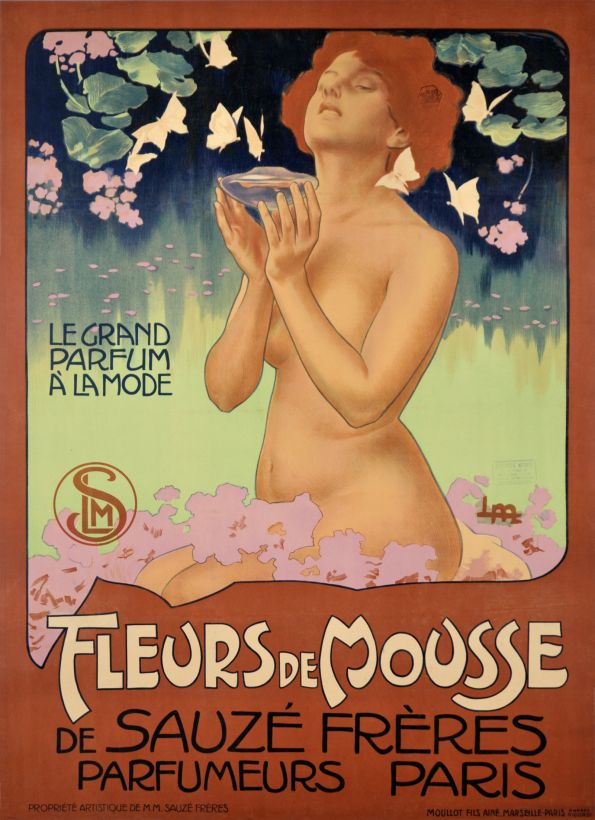
Fleurs de mousse, 1898
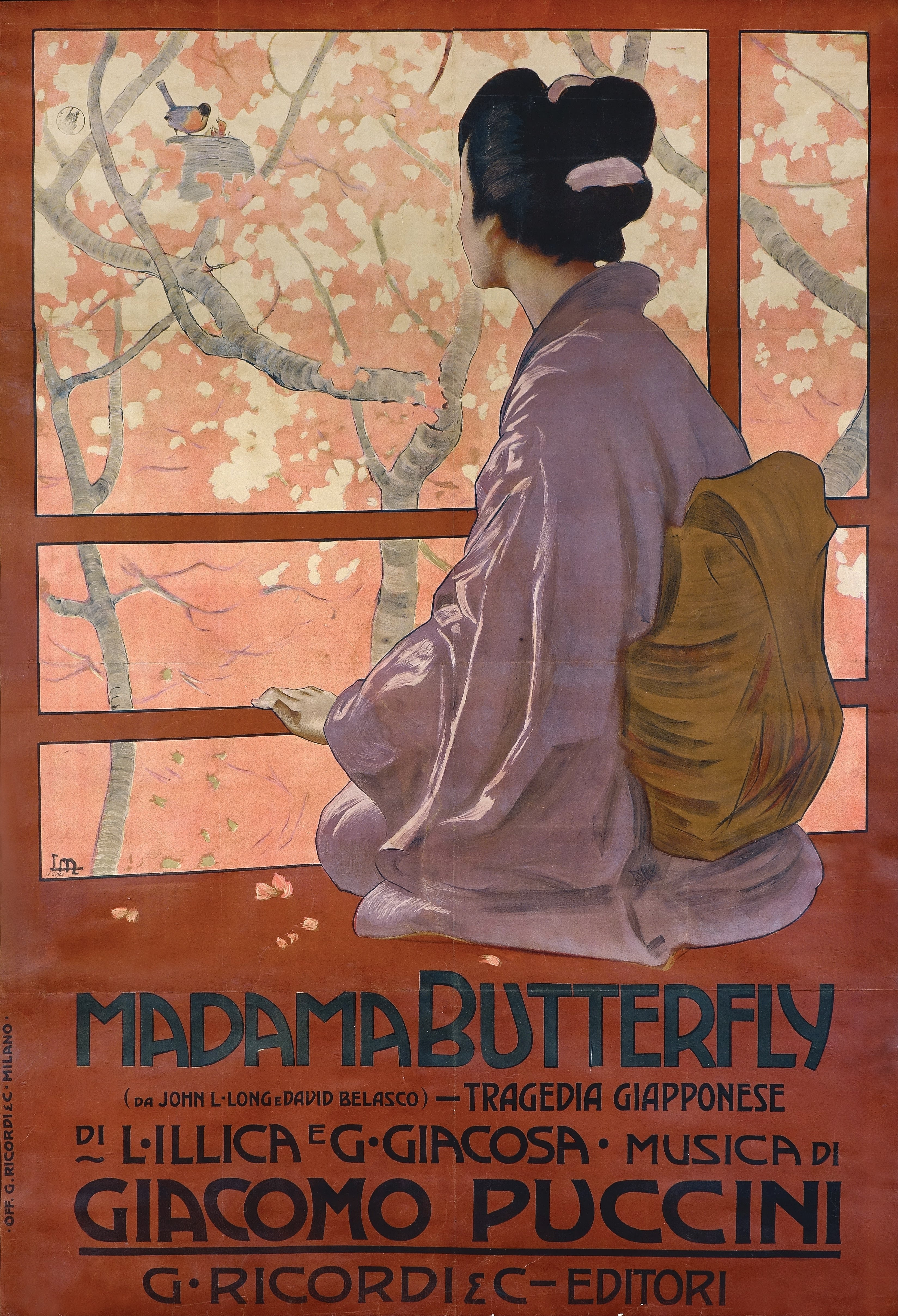
Madama Butterfly, 1904
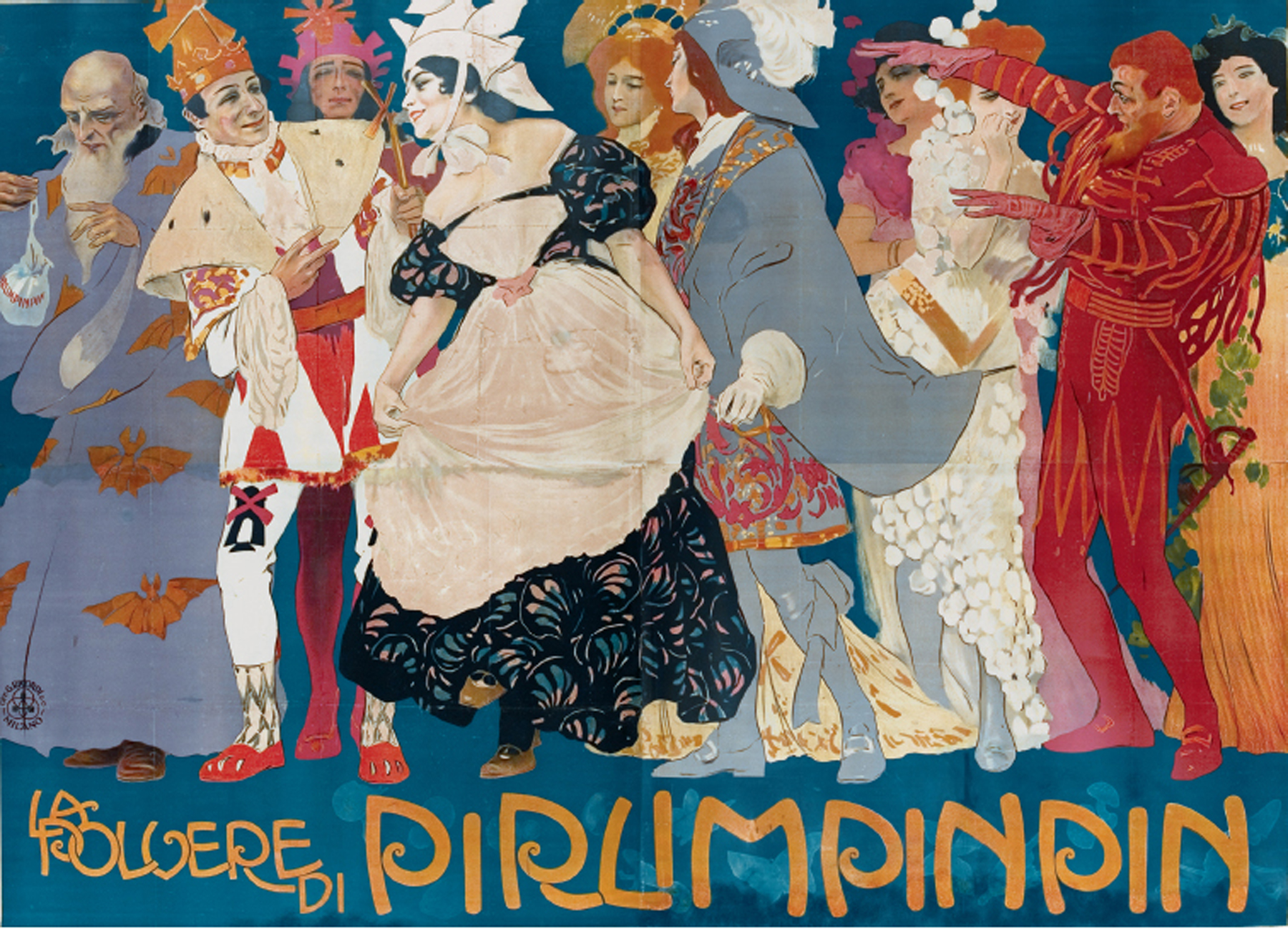
Pirlimpinpin, 1907